# Engio
Engio o Engío (en griego, Ἔγγυον o  Ἐγγυῖνος; en latín Enguium o Engyum) fue una ciudad del interior de Sicilia, que fue célebre por el templo de la "Gran Madre" (Magna Mater). 
Diodoro Sículo recoge la tradición de que fue una colonia cretense supuestamente de los supervivientes de la expedición de Minos contra Sicilia, que decidieron permanecer en la isla después de la muerte de su rey. A ellos, después de la Guerra de Troya, se unieron otros colonos cretenses dirigidos por Meríones.
La ciudad de Engio y la de Apolonia fueron sometidas por el tirano Leptines, que fue expulsado por Timoleón, quien restauró la libertad de ambas ciudades.
En la segunda guerra púnica fue favorable a los cartagineses, y fue duramente castigada por el cónsul romano Marco Claudio Marcelo. Se salvó de la destrucción por la intervención de Nicias, uno de los principales habitantes de Engio. Escipión el Africano hizo ofrendas al templo, ofrendas que fueron saqueadas por Verres. Se sabe que en tiempos de Cicerón era municipio romano (menciona la deidad del templo como Mater Idaea) y es listada como una ciudad de Sicilia por Plinio el Viejo y Claudio Ptolomeo, pero más tarde no vuelve a ser mencionada.
Su situación no es conocida, pero debía estar al nordeste de Sicilia, no lejos de Apolonia y Capitión (Capitium). Es posible que estuviera en los alrededores de la actual Gangi y cerca del nacimiento del río Grande (Fiume Grande).